# Sherman McMasters
Sherman W. McMasters (Rock Island, 1853 – 1892?) è stato un pistolero statunitense, protagonista del Selvaggio West americano.
Membro della banda di fuorilegge nota come Cowboys, operante nei dintorni di Tombstone (Arizona) negli anni ’80 del XIX secolo, Sherman lasciò la banda dopo la sparatoria all'O.K. Corral (26 ottobre 1881, Tombstone), schierandosi al fianco dei fratelli Earp (Wyatt Earp, Morgan Earp e Virgil Earp) contro i suoi vecchi compagni. Dopo l'omicidio di Morgan Earp (18 marzo 1882), McMasters si unì a Wyatt Earp e Doc Holliday nella Vendetta degli Earp. Secondo alcune fonti, McMasters sarebbe sempre stato un "infiltrato", tra i Cowboys, forse al soldo dei Texas Rangers forse della Wells Fargo.

## Biografia
Sherman W. McMasters nacque nel 1853 a Rock Island (Illinois) da Sylvester W. McMaster. I dati su Sherman sono scarsi fino al suo arrivo nel Selvaggio West, ove conobbe il bandito Pony Diehl. Portatosi in Texas, Sherman si arruolò nei Texas Ranger fino a quando non disertò, favorendo la fuga del bandito William Brocius, nel 1878. Insieme a Brocius, Diehl e Johnny Barnes, Sherman raggiunse l'Arizona e cambiò il suo cognome in McMasters.

### Fonti
- Stuart N. Lake, Wyatt Earp, frontier marshal, 1931. Prima biografia autorizzata di Wyatt Earp, basata su di un'intervista rilasciata a Lake da Earp nel 1928. Il volume raccoglie anche i testi dell'autobiografia che Earp dettò nel 1926 a John H. Flood.
- Alford E. Turner, The O.K. Corral inquest, College Station (Texas), 1981, ISBN 0-932702-16-3. Il volume raccoglie i documenti originali del processo condotto dal giudice di pace Spicer, analizzati ed annotati dell'autore Turner. Viene considerata la più autorevole fonte di informazioni sugli Earp.
- I Married Wyatt Earp: The Recollections of Josephine Sarah Marcus Earp, ed. Glenn G. Boyer, University of Arizona Press, 1998, ISBN 0-8165-0583-7. Le memorie della moglie di Wyatt Earp, Josephine Marcus.
- Billy Breakenridge, Helldorado: Bringing the Law to the Mesquite, Boston, 1928, ed. Richard M. Brown, University of Nebraska Press, 1992, ISBN 0-8032-6100-4.
- Walter Noble Burns, Tombstone, an Iliad of the West, 1927, ed. Casey Tefertiller, University of New Mexico Press, 1999, ISBN 0-8263-2154-2.

### Studi
- Steve Gatto, The Real Wyatt Earp: A Documentary Biography, Silver City, 2000, ISBN 0-944383-50-5.
- Allen Barra, Inventing Wyatt Earp: His Life and Many Legends, New York, 1998, ISBN 0-7867-0685-6.
- Casey Tefertiller, Wyatt Earp: The Life Behind the Legend, New York, 1997, ISBN 0-471-18967-7.
- Grace McCool, GUNSMOKE: The True Story of Old Tombstone, Tucson, 1990, ISBN 0-918080-52-5.
- Paula Mitchell Marks, And Die in the West: the story of the O.K. Corral gunfight, New York, 1989, ISBN 0-671-70614-4.